# Afra Bianchin
Afra Bianchin (Montebelluna, 28 marzo 1937 – Trevignano, 30 luglio 2011) è stata un'architetta, designer e restauratrice italiana.
Protagonista del design e della cultura italiana del ‘900, insieme al marito Tobia Scarpa (figlio dell'architetto Carlo), ha iniziato la loro lunga collaborazione nel 1959, durante il corso di arredamento di Franco Albini, con il progetto di una poltroncina. Così la Pigreco per Gavina - primo progetto insieme, prima sedia insieme - venne al mondo proprio come una figlia: frutto di una fiammella d'amore che ardeva e stava accesa su una nuova idea di artigianato.

## Biografia
Originaria di Montebelluna e appartenente ad una delle famiglie più note, Afra Bianchin nasce il 28 marzo del 1937. Abitava a Trevignano in una villa in mezzo alla campagna con i genitori e tre fratelli, Alfio, Anzio e Alberta.
La madre, Emma Canel, gestiva una nota locanda, posta per cavalli del paese.
Laureata allo IUAV di Venezia nel 1969 insieme al marito Tobia, ha condiviso con lui dozzine di celebri progetti, in particolare nel settore dei mobili, affermandosi come esponenti “di un’architettura e di un design eleganti e ricercati sia nelle forme sia nella scelta dei materiali” (Treccani). Senza aderire a tendenze e mode passeggere, ma “perseguendo piuttosto un’idea di prodotto durevole e corretto”, Afra e Tobia Scarpa hanno partecipato alla nascita della società Flos (1960), per la quale hanno in seguito realizzato numerose lampade (Fantasma, Biagio, Papillona, Pierrot).
Molte le committenze di rilievo (tra le altre B&B, Cassina, Fabbian, Gavina, Stildomus, Veas); nella loro produzione di poltrone, sedie e divani, spiccano le poltrone Coronado (1966), con l’innovativo utilizzo del poliuretano.
Oltre al prodotto industriale, l’attività dei coniugi Scarpa ha contribuito in modo determinante “alle nuove esigenze di organizzazione e rappresentazione delle imprese venete e lombarde” (Cattaneo).
Vincitori del Compasso d’Oro nel 1970, hanno instaurato un sodalizio professionale con la Benetton, per la quale hanno realizzato il maglificio di Paderno (1964), gli stabilimenti di Castrette di Villorba (1980 e 1993), il restauro e la nuova funzionalità di Villa Spineda a Venegazzù (1999) e molti punti vendita (attività svolta anche per C&B, Geox, Unifor).
Gli Scarpa hanno progettato anche numerosi restauri in ambiente veneto, “ricercando una sintesi tra la continua sperimentazione di soluzioni innovative e l’approfondita conoscenza delle tecniche costruttive tradizionali”.
Morì il 30 luglio 2011.

### Vita privata
Afra Bianchin è stata la moglie del collega Tobia Scarpa, conosciuto all'università, fino alla sua morte, avvenuta nel 2011. Si sposano ancora studenti e vanno a vivere in un primo momento in Rio Marin, a Venezia, nella casa di Nini e Carlo, genitori di Tobia. A Venezia nel 1961 nasce Sebastiano, il loro primo figlio. Dopo aver vissuto per qualche anno a Montebelluna, nella grande casa/negozio della famiglia Bianchin, nel 1970 Tobia, Afra, Sebastiano e Carlotta (la secondogenita) si trasferiscono in campagna a Trevignano, dove hanno costruito la casa che era stato il progetto della loro tesi di laurea.  Con Tobia ha avuto tre figli, Sebastiano e Niccolò, morti in due incidenti automobilistici diversi, e Carlotta.
Descritta da chi la conobbe come una donna dotata di intelligenza acuta e di una spiccata concretezza, orgogliosissima delle sue origini. Insieme, infatti, i due architetti hanno aperto il loro primo studio nella città natale di lei.

## Stile
L'obiettivo, da Afra stessa definito la cosa più divertente, era quello di stupire sempre, facendo oggetti che venivano considerati impossibili o non commerciali e che poi alla fine si dimostravano vincenti.
Il lavoro di design della coppia è composto da architettura e oggetti di uso quotidiano, tra cui mobili, abbigliamento, design degli interni e lavoro del vetro. Nelle loro progettazioni si sono concentrati sulle possibilità tecniche ed estetiche dei materiali usati.
I complementi d’arredo di Afra e Tobia si contraddistinsero per semplicità ed eleganza, sempre accompagnate però dall’estetica moderna e ricercata. Quando progettarono il divano Bastiano nel 1962 per Gavina (acquisita più avanti dalla Knoll) volevano offrire sedute sofisticate ed eleganti, ma allo stesso tempo casual e confortevoli.

## Opere
(elenco parziale)
- Restauro di Villa Spineda, Venegazzù, Treviso (Italia), 1999
- Sedia Veronica - Casas, 1991
- Casa Daolio - 1990[12]
- Lampade Papillona e Pierrot - Flos, 1977 e 1990
- Sedia Libert - Meritalia, 1989
- Casa Molteni, Padova (Italia), 1985
- Sistema di contenitori Torcello e letto Accademia - Stildomus, 1964 e 1981
- Magazzino robotizzato Benetton, 1980
- Studio distributivo e di arredo degli uffici Istat e Inps, 1979
- Casa Lorenzin, Abano Terme (Italia), 1976
- Arredamento dello show-room B&B, New York (USA), 1976
- Palazzina per uffici Maxaito, Novedrate (Italia), 1976
- Poltrona Bonanza e sedia Africa - B&B, 1970 e 1975
- Progetto di arredo per l’Hotel Danieli, Venezia (Italia), 1972
- Casa Scarpa, Trevignano (Italia), 1969
- Poltrona Model 917 e sedia Soriana - Cassina, 1963 e 1969
- Applique Foglio, 1966
- Poltrona Coronado – B&B, 1966
- Lampade Fantasma e Biagio - Flos, 1962 e 1968
- Fabbrica di maglieria Benetton, Paderno di Ponzano (Italia), 1964
- Divano Bastiano e letto Vanessa - Gavina, 1961-62